# A magánlegelők tragédiája
A magánlegelők tragédiája (angolul: tragedy of anticommons) kifejezést 1998-ban Michael Heller amerikai jogászprofesszor alkotta meg. A kifejezés arra utal, amikor a jogtulajdonosok közötti koordináció hiánya miatt nem sikerül egy társadalmilag kívánatos állapotot elérni. Hasonló vonatkozású kifejezés a közlegelők tragédiája, amely a jogtulajdonosok hiánya miatt fellépő nem megfelelő koordinálásra utal.

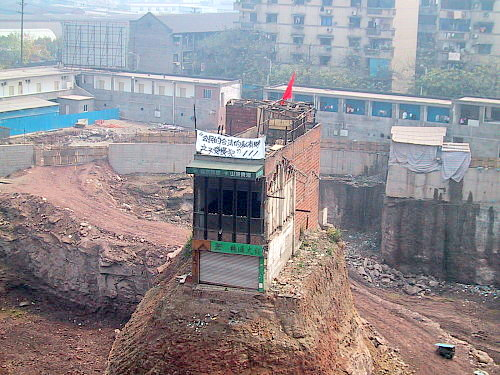
Szögház Kínában – a magánlegelők tragédiájának egyik példája

A kifejezést elsősorban a szoftverek licencelésével kapcsolatban használják, és különféle problémás helyzet, mint „szabadalmi bozót” (patent thicket, azaz sűrűn átfedő szabadalmak), a „tengeralattjáró-szabadalom” (submarine patent, hosszabb ideig nem publikált, majd váratlanul felbukkanó szabadalom), illetve a Kinában felbukkanó „szögházak” (nail houses) jelenség is ide tartozik.
A kifejezés eredetileg Heller egy 1998-as tanulmányában jelent meg, majd felbukkant 2008-ban megjelent könyvében is.
A Science-ben megjelent 1998-as cikkükben Heller és szerzőtársa, Rebecca Eisenberg kifejtette, hogy az orvosbiológiai kutatások során számos területen egymással versengő szabadalmakat jegyeztek be, amelyek megakadályozzák a hasznos és elérhető árú termékek piacra kerülését. A magánlegelők tragédiájára irányuló más kutatások is azt jelzik, hogy a jogtulajdonosok nagy száma, és ennek következményeként a közöttük fennálló koordinációs problémák az innováció csökkenését és a fogyasztók, végső soron a társadalom veszteségét eredményezik.
A magánlegelők tragédiájának ellentéte a közlegelők komédiája, amely kifejezést Carol M. Rose használta először egy 1987-es cikkben, amely a University of Chicago Law Review folyóiratban jelent meg és azt a jelenséget írta le, amikor egy szabad, mindenki számára hozzáférhető erőforrás hasznossága sokszorosára nő, mivel többen egyszerre tudják használni - anélkül, hogy az erőforrás kimerülne.

## Eredete
1998-ban Heller a Harvard Law Review jogi folyóiratban közölt egy cikket, amelyben leírta, hogy feltűnt neki: a bolsevizmus bukása után Kelet-Európában számos utcai áruda van, miközben a városokban számos üres boltépület áll.
Kutatásai során rájött, hogy a boltok felett számos ügynökség vagy cég gyakorol jogokat, ezért egy induló kereskedelmi vállalkozásnak szinte lehetetlen jogosultságot szerezni arra, hogy az – amúgy üres – üzlethelyiség egy részét kibérelje, és ennek következtében az utcára kényszerül. Igaz, hogy a bolt felett jogosultságot gyakorló természetes vagy jogi személyeket veszteség érte (elmaradt bevétel), csakúgy mint az utcára kerülő árusokat, de a magánlegelők tragédiája miatt a jogbirtoklók nem tudtak megegyezni az üzlethelyiségek kihasználása érdekében.

## Szabadalmak
A magánlegelők tragédiáját legjobban a szabadalmak szemléltetik: a szabadalom tulajdonosának kizárólagos jogai vannak a szabadalomban leírt technológia felett. Ha egy társadalmilag hasznos és kívánatos termék előállításához egynél több szabadalommal védett technológia felhasználására van szükség, akkor előfordulhat, hogy a gyártó nem tud minden jogtulajdonossal egyetértésre jutni, vagy olyan magas szabadalmi díjakat kell megfizetnie, hogy a termék előállítása lehetetlen vagy gazdaságilag nem lesz kifizetődő.
Ebben a helyzetben a termék előállítói veszítenek (elmaradt hasznon), a szabadalmak tulajdonosai veszítenek (elmaradt szabadalmi díj), a fogyasztók veszítenek (nem jutnak hozzá egy hasznos termékhez). Amennyiben a probléma az orvostudomány területén jelentkezik, akár életüket is veszthetik a fogyasztók. És mivel a szabadalom tulajdonosai maguk is fogyasztók, kétszeresen is veszítenek, annak ellenére, hogy a klasszikus közgazdaságtan szerint "racionálisan" jártak el, saját érdekeiket tartva szem előtt.
A legtöbb modern termék esetében ma már a gyártóknak számos jogtulajdonossal kell egyeztetni. Egy egyszerű DVD-lejátszó készülék tucatnyi olyan alkatrészt tartalmaz, amelyeket különböző szabadalmak védnek. Egy, a modern technológiában szinte mindenhol felhasznált mikrochip akár 5000 különböző szabadalom hatálya alá esik. Emiatt senki sem tud DVD-lejátszót vagy mikrochipet gyártani, hacsak meg nem egyezett minden szabadalomtulajdonossal.
Számos iparágban elterjedt a keresztbelicencelés (azaz az egyik szabadalomtulajdonos megegyezik a másikkal, hogy kölcsönösen használhatják egymás szabadalmait), vagy pedig kidolgoznak egy közös licencelési eljárást, amely megkönnyíti a szabadalommal védett technológiához való hozzáférést. Ekkor a szabadalmi díjak lényegesen alacsonyabbak lehetnek.
A biológiai felfedezések szabadalmaztathatóságának egyszerűsége miatt a mai orvosbiológiai kutatások terén dolgozó bármelyik cég, laboratórium szembekerülhet azzal a helyzettel, hogy egy piacra dobható termék előállításához számos, szabadalommal védett technológiát, komponenst kell felhasználnia. Mivel a legtöbb szabadalom rövid ideig tartó védelmet nyújt és a legtöbb szabadalommal védett technológia nem fog a végső fogyasztók számára elérhető termékben realizálódni, a gyártók gyakran szembesülnek azzal a problémával, hogy szinte lehetetlen a szabadalmak tulajdonosával megegyezni. Egyes esetekben a jogtulajdonos a szabadalom tárgyát képező technológiára irányuló, mások által végzett kutatást is jogsértőnek minősítheti és szabadalmi díjat követelhet, annak ellenére, hogy a piacra dobható termék előállításának esélye igen alacsony.
Bizonyos esetekben elég egyetlen szabadalom, hogy egy termék forgalmazását lehetetlenné tegye. Az amerikai Research In Motion vállalat (a BlackBerry gyártója) és az NTP, Inc. között egyetlen, vezeték nélküli hálózati e-mail forgalommal kapcsolatos szabadalom miatt alakult ki egy vita és megakadályozhatta volna a termék piacra dobását az Egyesült Államokban, ha az RIM nem fellebbezett volna.

## Szerzői jog
A szabadalmakhoz hasonlóan a szerzői jog (copyright) is akadálya lehet annak, hogy egy új termék megfelelő áron kerüljön a piacra és ezzel hasznot hajtson a szerzői jog tulajdonosának. Ennek egyik modern példája volt az online zeneletöltés elterjedése: a szerzői jogokat birtokló zenekiadó vállalatok mindent megtettek, hogy az általuk forgalmazott zenéket minél magasabb áron értékesítsék. Részben az ár, részben más tényezők miatt a zenét fogyasztók egy része az interneten keresztül kalózmásolatokat kezdett letölteni és ezáltal a kiadók elestek az őket megillető jogdíjaktól. Az Apple cég által indított iTunes zenei bolt viszont egyezményt kötött a legjelentősebb zenekiadókkal, akik hozzáférhetővé tették zenei katalógusukat elérhető és egységes (Amerikában 99 cent, Európában 79 cent) áron.

## Kisajátítási jog
A modern korban az állam kisajátítási joga (eminent domain) szükségessé vált a nagy infrastrukturális beruházások, mint a vasútvonalak, repülőterek, autópályák stb. megépítése során. Ilyen nagyszabású beruházás esetén, akármilyen nagy haszonnal is jár az a társadalomnak, minden (föld)tulajdonosnak bele kellene egyeznie tulajdona eladásába. A magánlegelők másik klasszikus példájaként, hiába egyezik bele több száz tulajdonos, ha akár egy is fel tudja tartóztatni az építkezést, mivel nem adja el tulajdonát.
Az állami beruházások esetén ilyenkor az állam él a kisajátítás jogával, azaz kártérítés ellenében állami tulajdonba veszi át a szükséges telkeket (és esetenként átadja a beruházást kivitelező magáncégnek). Ezeket az eseteket, mivel a modern társadalmakban kiemelt védelmet élvez a magántulajdon, általában szigorúan szabályozzák és egy magáncélú beruházás (pl. egy bevásárlóközpont) szembesülhet azzal a problémával, hogy nem tud megegyezni minden jogtulajdonossal.
A kommunista Kína 1949 után eltörölte a magántulajdont, és minden föld az állam tulajdona lett. A gazdasági reformokkal egyidejűleg kezdett ismét elfogadottá válni a magántulajdon, bár nem élvezett megfelelő védelmet: a magánberuházások esetén, korrupt hivatalnokok segítségével, néha ezreket lakoltattak ki. A kínai parlament viszont 2007-ben elfogadott egy törvényt, amely széles körű védelmet nyújt a földtulajdonosoknak, ha nem állami beruházásról van szó. Az új törvény egyik hiányossága, hogy nem szabályozza pontosan, hogyan lehet eljárni a társadalom érdekében végzett magánberuházások (pl. bevásárlóközpont) megépítése esetén, amikor a magánlegelők tragédiájának szemléltetéseként egy vagy néhány tulajdonos megakadályoz egy építkezést. Erre jó példa a Chongqing városban épülő hatemeletes bevásárlóközpont, amelynek tervezett helyén 280 család beleegyezett a földje eladásába, de egy család megtagadta azt. A beruházók végül 10 méter mély gödröt ástak a ház körül és elvágták a víz- és áramszolgáltatást, hogy a családot a földterület eladására kényszerítsék - utóbbiak pedig minden lehetséges eszközzel évekig ellenálltak. A nagy sajtófigyelemmel kísért esetben a család 2007-ben végül megegyezett a befektetőkkel.
Hasonló problémák nemcsak Kínában, hanem a világ más országaiban is előfordulnak, ezért alkották meg pl. az Egyesült Államokban az eminent domain-t, az Egyesült Királyságban a compulsory purchase-t és az expropriation vagy magyarul kisajátítási jogot.

## Eredmények
A játékelméletet felhasználva a magánlegelők tragédiája a sok jogtulajdonos - közös tulajdon helyzetének egyik lehetséges kimenetele:
|                  | Tulajdonjog               | Közös tulajdon vagy tulajdonjogok hiánya |
| ---------------- | ------------------------- | ---------------------------------------- |
| Negatív eredmény | A magánlegelők tragédiája | A közlegelők tragédiája                  |
| Pozitív eredmény | normális gazdaság         | Inverz közlegelő                         |